# 大港村
大港村位於浙江省湖州市吳興區織里鎮北部，東臨大邾村、西靠鄭港村、南與織里村接壤，北臨太湖片許溇村，距織里鎮中心約2公里路程，西距湖州十五公里。現有22個自然村，65個村民小組，共1245戶，常住人口5286人。是湖州市最大的行政村之一。

## 區劃
大港行政村於2000年由同心、沈家漾、大潘兜、紅光四個行政村合併，村名取意原大潘兜村的一個「大」字和香港合資企業中的一個「港」字，所以名叫大港村。合併後村域面積7.8平方公里，耕地面積6003畝，桑地1072畝。

## 歷史
新石器時代本村域內就有人類居住，現在的村域面積由春秋戰國「塘浦圩田」水利工程時期形成的二十四個古老小村落組成，歷史上隸屬湖州府管轄。清末歸屬烏程縣十一區，民國年間先後屬吳興縣織里鄉、織里鎮，部分自然村曾歸屬織北鄉。1949年後，先後屬織里鎮、織里鄉、織東鄉、太湖人民公社、織里人民公社管轄，1984年至今，行政區劃隸屬織里鎮。

## 交通
村內交通便利，申蘇浙皖高速公路自東向西、大港路自南向北貫穿全村，並形成了村村相連、村村暢通的道路交通體系。